# Jaromír Mařík
Jaromír Mařík (1925 – 18. října 2017 Wrightstown, Pennsylvania) byl československý sportovní plavec a pólista, první plavec z Československa, který oficiálně zaplaval 100 m pod 60 s.
Začínal jako boxer, ale kvůli častým zraněním upřel v roce 1944 pozornost k závodnímu plavání a vodnímu pólu v klubu ČPK Praha. V dubnu 1947 zaplaval jako první plavec z Československa 100 m pod 60 vteřin. – rekordní čas 59,5 s byl zaplaván v nestandardním bazénu budovy YMCA v Praze dne 25.4.1947. Zásluhu na tomto výkonu měl i jeho osobní trenér Vít Krombholz.
V září 1947 reprezentoval Československo na mistrovství Evropy v Monte Carlu, kde na 100 m volný způsob obsadil v B finále 3. místo. Se štafetou na 4×200 m obsadil konečné 5. místo. Na podzim téhož roku nastoupil povinnou základní vojenskou službu, která ovlivnila jeho další plaveckou přípravu. V roce 1948 na olympijských hrách v Londýně nestartoval.
Po letní sezóně 1949 z Československa emigroval přes Německo do Kanady. Pracoval v Torontu na jatkách. V Kanadě pokračoval v plavecké kariéře na národní úrovni. V roce 1956 promoval na University of British Columbia ve Vancouveru v oboru správa nemocnic. Po získání diplomu se přestěhoval do San Francisca a v roce 1960 přesídlil na východní pobřeží Spojených států do Filadelfie. V nedalekém Doylestownu pracoval jako ředitel nemocnice. V roce 1989 odešel do důchodu. Zemřel v roce 2017 v domově seniorů ve Wrightstownu nedaleko Filadelfie.